# ハッピーエンドが書けるまで
『ハッピーエンドが書けるまで』（ハッピーエンドがかけるまで、Stuck in Love）は、2012年のアメリカ合衆国の恋愛映画。ジョシュ・ブーン監督が『きっと、星のせいじゃない。』の前に手がけた監督デビュー作。3組のカップルが織り成すそれぞれの愛をテーマに描いた作品。PG12。

## ストーリー
3年前に離婚したベテラン作家ビル・ボーゲンズは、別れた妻エリカに未練があり、彼女への付きまとうことがやめられないでいた。ビルの娘サマンサは、独立心旺盛で初めて小説を出版することになる。父親と別れて新たな男と付き合う母親を嫌い、1年以上も母親との会話がない彼女は、自分が傷つくことを恐れて同じ大学に通う青年ルイスとの恋愛に踏み出せずにいた。一方、ビルの息子ラスティは、作家としてどう歩んでいくべきなのか、そしてクラスメイトの少女ケイトへの打ち明けられていない初恋に悩んでいた。
愛を失った父親ビル、愛を信じない娘サマンサ、愛に臆病な息子ラスティ。それぞれの愛に悩みを抱えた3人は、それぞれの未来へと踏み出していく。

## キャスト
※括弧内は日本語吹替
- サマンサ・ボーゲンズ - リリー・コリンズ（福原綾香）
- ルイス - ローガン・ラーマン（山端零）
- ビル・ボーゲンズ - グレッグ・キニア（志村知幸）
- エリカ - ジェニファー・コネリー（松井茜）
- ラスティ・ボーゲンズ - ナット・ウルフ（山下誠一郎）
- ケイト - リアナ・リベラト（田中真奈美）
- ラスティ・ジョイナー
- パトリック・シュワルツェネッガー
- スティーヴン・キング（本人役／声の出演）
- クリスティン・ベル（小若和郁那）